# 嵐のあとで
『嵐のあとで』（あらしのあとで）は、Galileo Galileiの9thシングル。2015年6月10日に発売された。

## 概要
Galileo Galileiとしては、前作『恋の寿命』以来3ヶ月ぶりのシングルとなった。
表題曲「嵐のあとで」は、スタジオコロリド制作による2015年のアニメーション映画『台風のノルダ』の主題歌として書き下ろされたもの。期間限定通常盤のジャケットには『台風のノルダ』のイラストが使用されたほか、スタジオコロリドが手がけた「嵐のあとで」のミュージック・ビデオを収録したDVDも同梱された。

## 収録曲
| 全作詞: 尾崎雄貴。 |                    |           |          |      |
| #                  | タイトル           | 作詞      | 作曲     | 時間 |
| 1.                 | 「嵐のあとで」     | 尾崎雄貴  | 尾崎雄貴 | 5:13 |
| 2.                 | 「信じて」         | 尾崎雄貴  | 佐孝仁司 | 3:30 |
| 3.                 | 「壊れそうになる」 | 尾崎雄貴  | 佐孝仁司 | 4:46 |
| 合計時間:          | 合計時間:          | 合計時間: | 13:29    |      |

## 楽曲について
1. 嵐のあとで